# メレアグロス (将軍)
メレアグロス（希: Mελεαγρος、ラテン文字転記：Meleagros、英: Meleager、？- 紀元前323年）は、アレクサンドロス3世に仕えたマケドニアの将軍である。

## アレクサンドロスの下で
メレアグロスはネオプトレモスの子である。アレクサンドロスのトラキア遠征におけるゲタイ人との戦い（紀元前335年）でメレアグロスは最初に言及された。翌年からはじまったアレクサンドロスの東征において、メレアグロスはファランクスの一隊を指揮し、グラニコス川の戦い、イッソスの戦い、そしてガウガメラの戦いといった主要な会戦ではその地位で戦った。
紀元前333年夏に彼はコイノスとプトレマイオス（en:Ptolemy (son of Seleucus)）と共に、新婚であったために本国への一時帰還を許されてカディアからマケドニアへ送られた兵士の指揮を命じられ、その兵士たちと共に一時帰国した後、ゴルディオンにて再びアレクサンドロスの遠征軍に再編入された。
アレクサンドロスのソグディアナ侵攻時にはコイノスと共に、マッサゲタイ侵攻時にはポリュペルコン、アッタロス、ゴルギアスらと共に、マケドニア軍に抵抗を続けていたスピタメネスに備えてメレアグロスはバクトラに残留した。インドでは、ゴルギアス、クレイトスらと共にペルディッカス指揮下でペウケラオティス（現チャルサッダ）の地方へと分遣された。また、メレアグロスはしばしばペルシア門の戦いや、ヒュダスペス河畔の戦いをはじめとするインドでの他の作戦でクラテロスの指揮下別働隊として戦った。
しかしこうした働きにもかかわらず、アレクサンドロスが彼をより上かあるいは信頼ある地位へ昇進させた形跡はなく、彼が重要な独立指揮権を持って戦うのは見うけられない。

## アレクサンドロスの死後
メレアグロスは紀元前323年のアレクサンドロスの死後に開かれた会議で実権を握ろうとし、ペルディッカスと対立した。ユスティヌスによればメレアグロスはアリダイオスかバルシネの子ヘラクレスのどちらかを王に選ぶか、代わりにロクサネの子を待つかの話し合いを諸将に提案した最初の人である。クルティウスは同時に、メレアグロスはロクサネのまだ生まれぬ子（後のアレクサンドロス4世）を王にすべきであると主張したペルディッカスと対立し、摂政として実権を握ろうとしたペルディッカスの野心に対して罵詈雑言吐いた人物として描写している。その時、アリダイオスを推す歩兵の騒ぎが起こったために会議は中止した。メレアグロスは兵士の騒ぎと不満をなだるために歩兵たちの許へ送られたが、暴徒の側に付き、歩兵たちの主張の支持を宣言した。
しかし、ほぼ全ての将軍と騎兵はペルディッカスの側についたため、事態を打開しようとしたメレアグロスはアリダイオスを抱き込み、ペルディッカスを処刑しようとしたものの、その試みは裏をかかれて失敗した。ユスティヌスによれば、ペルディッカスが自ら歩兵たちを説得して味方につけたために、ペルディッカスとメレアグロスは和解した。、クルティウスによれば、アリダイオスの求めで歩兵の側がペルディッカスに和解の使者を送ったために、両者は和解した。また、両者の不和はエウメネスによっても仲裁された。結果、アリダイオスといまだ生まれぬロクサネの子が共同で王位につき、メレアグロスはペルディッカスと共同摂政になることが結論された。
しかしながら、この二人が長く友好関係を続けることは明らかに不可能であった。翌日、ペルディッカスは王の名の下に暴動の首謀者300人を処刑した。この時メレアグロス自身は刑の対象とはならなかったが、彼は身の危険を感じて神殿に避難したものの、そこで殺された。

## 註
1. ↑  アッリアノス, I. 4
2. ↑  ibid, I. 14
3. ↑  ibid, II. 8
4. ↑  ibid, III. 11
5. ↑  ibid, I. 24, 29
6. ↑  ibid, IV. 16, 17
7. ↑  ibid, IV. 22
8. ↑  ibid, III. 18; V. 12
9. ↑   Kodai girishiajin no sensō : Kaisen jiten 800BC - 200BC. Sadaharu Ichikawa, 定春 市川. 新紀元社. (2003). ISBN 4-7753-0113-6. OCLC 676403135
10. ↑  ユスティヌス, XIII. 2
11. ↑  クルティウス, X. 6. 20-23
12. 1 2  ディオドロス, XVIII. 2
13. ↑  クルティウス, X. 7. 10
14. ↑  ibid, X. 8. 1-3
15. ↑  ユスティヌス, XIII. 3
16. ↑  クルティウス, X. 8. 16-23
17. ↑  プルタルコス, 「エウメネス伝」, 3
18. 1 2  ユスティヌス, XIII. 4
19. ↑  クルティウス, X. 9. 11-19
20. ↑  クルティウス, X. 9. 20-21